# Sıtkı Salih Gör
Sıtkı Salih Gör (* 1936 in Elazığ) ist ein Schriftsteller türkischer Sprache und literarischer Übersetzer aus dem Deutschen.
Sıtkı Salih Gör war bereits Diplomingenieur der Forstwissenschaften (Istanbul), bevor er u. a. für ein Publizistikstudium nach Berlin kam. Später arbeitete er als Konsulatsbeamter in Karlsruhe.
Seine literarische Arbeit umfasst seine frühen Gedichte, die in türkischen Periodika veröffentlicht wurden, Erzählungen und nicht zuletzt literarische Übersetzungen aus dem Deutschen ins Türkische. In der Türkei erschienen so Werke von Bertolt Brecht, Peter Handke, Rainer Maria Rilke und B. Traven in seiner Übertragung. In deutscher Sprache erschien 1987 ein Erzählband Görs mit eigenen Erzählungen unter dem Titel Vor dem Ziel.